# Земан-шах
Земан-шах — правитель Афганістану, нащадок Ахмед-шаха Дуррані, засновника Дурранійської держави, син Тимур-шаха.

## Життєпис
Вступив на престол у 1793.
У 1796 втрутився до справ Індії й вирушив на Делі, щоб звільнити бабуріда Шах-Алема з рук маграттів. Цей похід сильно вразив британців в Індії. Однак, не діставшись Делі, Земан-шах повернувся до своєї столиці, Кабула, де почались заворушення.
Земан-шах був зобов'язаний вступом на престол старанням сарафразхана Паїнда Хана, старшини з клану Баракзай; проте у 1799 Земан-шах наказав стратити сарафразхана і тим налаштував проти себе всіх баракзайців, які перейшли на бік брата Земан-шаха, Махмуда, який боровся за престол. Їхній предводитель Фатіх Хан, син Серефраза, захопив Земан-шаха і наказав виколоти йому очі (1800), на престол повернувся Махмуд-Шах Дуррані.